# Limpica forcata
Limpica forcata är en insektsart som beskrevs av Cheng 1980. Limpica forcata ingår i släktet Limpica och familjen dvärgstritar. Inga underarter finns listade i Catalogue of Life.